# Asesinatos de Hinterkaifeck

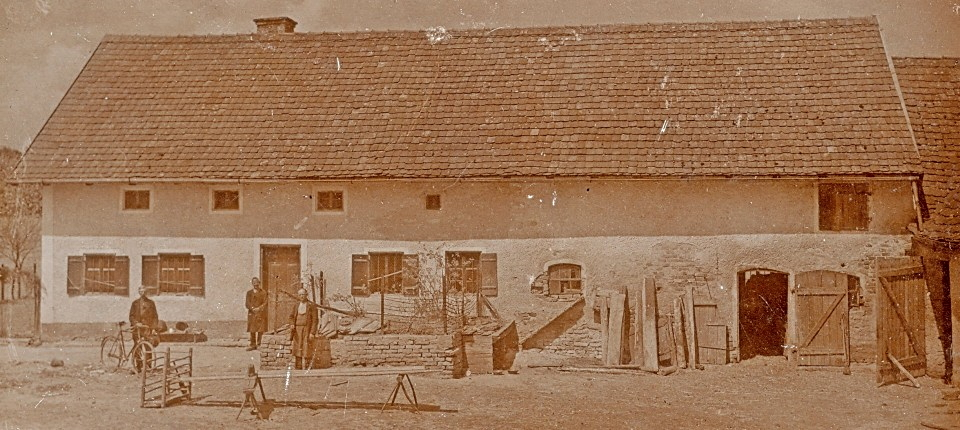
Hinterkaifeck, en 1922.

Los asesinatos de Hinterkaifeck corresponden a un homicidio masivo cometido en una pequeña granja ubicada entre las ciudades bávaras de Ingolstadt y Schrobenhausen (situada aproximadamente a 70 km al norte de Múnich), durante el anochecer del 31 de marzo de 1922. En el lugar, los seis habitantes de la finca fueron asesinados por medio de un pico o azuela. Los crímenes permanecen aún sin resolver.
Las seis víctimas fueron Andreas Gruber (63 años) y su esposa Cäzilia (72), su hija viuda Viktoria Gabriel (35) y sus hijos Cäzilia (7) y Josef (2), y el ama de llaves Maria Baumgartner (44).
Hinterkaifeck nunca fue el nombre oficial de ningún lugar. Fue utilizado para describir a la granja que estaba situada cerca de la aldea de Kaifeck y que se encontraba oculta tras unos bosques (el prefijo hinter, utilizado en muchos lugares alemanes, significa detrás).

## Crimen
Pocos días antes de los homicidios, el granjero Andreas Gruber le contó a sus vecinos sobre el hallazgo de unas huellas extrañas en la nieve que salían del bosque circundante y que se dirigían hasta la casa, pero sin que hubiera huellas de regreso de nuevo al bosque. También alertó sobre haber oído pisadas en su ático y hallado un periódico en su porche que nadie en la familia reconoció. Por otra parte, un juego de las llaves de la casa se había perdido días antes de los asesinatos. Ninguno de estos incidentes fueron informados a la policía.
Seis meses antes, la anterior ama de llaves había huido del lugar, aduciendo que la casa estaba embrujada. Explicó que oyó voces extrañas y otros ruidos en los alrededores de la casa. La nueva criada, Maria Baumgartner, arribó a la granja el 31 de marzo, pocas horas antes de que se cometieran los homicidios.
No se pudo esclarecer qué sucedió exactamente aquel viernes al anochecer. Se cree que Andreas y su esposa Cäzilia, así como su hija Viktoria y su nieta también llamada Cäzilia, fueron atraídos al granero uno por uno, en donde fueron asesinados. El autor (o los autores) se dirigió luego a la casa y mató al pequeño de 2 años Josef, quien estaba durmiendo en una cuna en la habitación de su madre, y también al ama de llaves Baumgartner, en su dormitorio.
Días después, el martes 4 de abril, tres vecinos se dirigieron a la granja porque nadie había visto a la familia Gruber en varios días, lo cual era algo inusual. El cartero notó que el correo se había estado acumulando en la oficina de correos; posteriormente fue hasta la casa con la correspondencia pero nadie atendió a su llamada. Ese mismo día, un mecánico de nombre Albert Hofner pasó cinco horas en la granja de los Gruber arreglando una maquinaria agrícola y se fue sin haber hablado ni visto a ningún miembro de la familia. Ninguno de ellos había ido a la iglesia y la joven Cäzilia de 7 años no fue a la escuela el lunes 3 de abril, así como tampoco se había presentado allí el sábado anterior.
Al dirigirse al lugar encontraron el granero cerrado. Al irrumpir en él, encontraron los cadáveres apilados de Andreas, su esposa, su hija y su nieta, cubiertos con paja y una puerta vieja. Mientras que Josef y el ama de llaves Maria Baumgartner fueron encontrados muertos dentro de la casa. Un muchacho fue enviado en bicicleta a la villa más cercana de Wangen, para alertar a las autoridades.

## Investigación

### Investigación preliminar
Después del descubrimiento de los cuerpos y la llamada inmediata a las autoridades, en cuestión de horas, los investigadores del Departamento de Policía de Múnich, a cargo del inspector Georg Reingruber, llegaron a la granja. Al llegar al lugar encontraron docenas de curiosos pululando por la propiedad, contaminando la escena del crimen e incluso comiendo aperitivos en la cocina.
Al día siguiente, el miércoles 5 de abril, el Dr. Johann Baptist Aumüller realizó las autopsias preliminares en el granero. Los resultados arrojaron que las víctimas habían muerto por traumatismo craneoencefálico causado por una pico o azuela entre la noche del 31 de marzo y la madrugada del 1 de abril. Los cadáveres fueron decapitados y las cabezas enviadas a Múnich, para ser examinadas por clarividentes, sin que obtuvieran ningún resultado. El cuerpo de Viktoria también mostró señales de estrangulamiento. Todas las víctimas, excepto una, se creen que habían muerto al instante, con la excepción de la joven Cäzilia, que mostró evidencias de haber sobrevivido varias horas después de haber sido gravemente herida. La niña tenía mechones de su propio pelo entre los dedos, señal de que se los había arrancado de su cabeza por razones desconocidas. La mayoría de las víctimas estaban vestidas con ropa de cama, excepto Viktoria y su hija, que estaban con ropa de calle. Esto, más el hecho de que la criada y Josef habían sido muertos en la cama, probablemente mientras dormían, sugirió que los asesinatos habían ocurrido en la noche.
Un detalle que la policía observó fue que todos los cadáveres habían sido cubiertos de alguna manera. Los cuerpos apilados en el granero se habían cubierto de heno, el cuerpo de la criada había sido cubierto con sábanas, y el de Josef con una de las faldas de su madre.
Se encontraron algunos hallazgos muy inusuales. La fecha de las muertes se determinó que fue el viernes 31 de marzo, pero después de interrogar a los vecinos de la finca, se descubrió que los testigos cerca de la granja habían visto humo saliendo de la chimenea durante todo el fin de semana, lo que sugiere que alguien había estado en la casa. El lugar también tenía evidencia de que alguien había comido recientemente allí, y una de las camas parecía haber sido usada hacía poco tiempo. Además, se encontró que todo el ganado y demás animales estaban bien alimentados, y que las vacas habían sido ordeñadas. De hecho, ninguno de los animales en la granja había sido lastimado de ninguna manera. El perro, que fue encontrado ladrando en el granero, fue atado dentro del mismo presumiblemente por el perpetrador.
En un principio se presumió que el motivo pudo haber sido un robo que terminó con el asesinato de la familia, ya que los Gruber eran una familia adinerada. No obstante, esta teoría se descartó rápidamente al encontrar gran cantidad de dinero en la casa, así como algunas joyas. Después, la policía comenzó a sospechar que los asesinatos habían sido parte de un crimen pasional. Las sospechas recayeron sobre un hombre con el nombre de Lorenz Schlittenbauer, que había sido un pretendiente de Viktoria.

### Incesto
Andreas Gruber era impopular entre sus vecinos, quien era considerado por estos como alguien arisco y malhumorado. Su reputación empeoró cuando sus vecinos lo acusaron de tener una relación incestuosa con su hija Viktoria, que habría empezado cuando esta última contaba con 16 años. Ambos fueron condenados a prisión en 1914, a Andreas se le sentenció a un año y a Viktoria un mes, después de que ambos fueran descubiertos por una criada teniendo relaciones sobre el heno del granero. Los vecinos especularon que Andreas había concebido a su propio nieto, Josef. El certificado de nacimiento de Josef apuntaba a un vecino, anotado como "L.S.", como su padre, pero el documento no logró amortiguar las sospechas de los vecinos. Las iniciales correspondían a Lorenz Schlittenbauer, quien en un principio negó la paternidad de Josef y acusó a Andreas en septiembre de 1919 de haberlo concebido, pero posteriormente reconoció ser el padre. No obstante, algún tiempo más tarde volvió a su versión inicial.

### Sospechosos

#### Lorenz Schlittenbauer
Pequeños detalles apuntaron a la participación de Schlittenbauer. En primer lugar, fue el único que pasó a ser uno de los miembros del grupo de búsqueda original, que había ido a la finca para buscar a los Gruber después de que hubieran desaparecido. Mientras él estuvo allí, se informó de que el perro atado en el granero había tomado una aversión particular hacia él, y le habría ladrado todo el tiempo en su presencia. Además, un testigo dijo más tarde que Schlittenbauer no se había inmutado por la visión de los cuerpos ensangrentados, y que también demostró un conocimiento de la propiedad que no era normal, como si hubiera pasado algún tiempo en ella. Todo esto llamó la atención, y Schlittenbauer fue interrogado extensamente por la policía. Pero al final, simplemente no tenían suficientes evidencias concretas que lo relacionaran con el crimen y nunca fue detenido por ello.

#### Karl Gabriel
Una idea era que el marido de Viktoria, Karl Gabriel, llevó a cabo los asesinatos. Aunque Gabriel supuestamente había muerto en las trincheras francesas de la Primera Guerra Mundial durante 1914, su cuerpo en realidad nunca había sido encontrado y nunca había recibido un entierro apropiado. Por esta razón, se especuló que pudo haber regresado por su esposa y, al ver su implicación con Schlittenbauer, podría haber cometido los asesinatos en el marco de un crimen pasional. Esta teoría fue alimentada décadas después por los informes de dos personas que afirmaron haber conocido a un soldado ruso después de la Segunda Guerra Mundial que afirmaba ser el "asesino de Hinterkaifeck". Se ha especulado que él originalmente fingió su muerte para librarse de su esposa, pero que habría cambiado de opinión y regresado a casa. No obstante, la mayoría de sus camaradas dijeron haberlo visto morir en la guerra y dichos informes fueron creídos por la policía.

#### Joseph Bärtl
Procedente de la cercanía de Geisenfeld, se sospechó del presunto "panadero loco" Joseph Bärtl, nacido en 1897. En 1921 había huido del hospital mental de Günzburgo, ya que se le había recluido allí debido a su estado mental, y a su presunta participación en un asesinato ocurrido en 1919. Aunque muchos testigos dijeron haberlo visto, la policía nunca pudo encontrarlo.

#### Extremistas políticos
Una última teoría involucra a extremistas políticos de derecha o izquierda, cuya violencia asoló Alemania desde 1921 hasta 1933, cuando Adolf Hitler subió al poder y suprimió toda oposición política al nazismo en todo el país. Ambos, nazis y comunistas participaron durante 12 años en sangrientas guerras de guerrillas, luchas callejeras y asesinatos, incluyendo el homicidio del ministro de Exteriores Walther Rathenau en junio de 1922. Ninguna evidencia vincula a Andreas Gruber con alguna inclinación política. No obstante, los que apoyan esta teoría sospechan que su aislada granja pudo funcionar de escondite, punto de reunión o repositorio de armas para algún grupo armado, instigando represalias de sus oponentes.

### Investigaciones posteriores
Los detectives y el inspector Reingruber interrogaron a más de 100 sospechosos por los crímenes, ya fuesen residentes o transeúntes, pero no presentaron cargos contra ninguno. Por razones que no han sido esclarecidas, el mecánico Albert Hofner no fue interrogado sino hasta 1933. El último interrogatorio ocurrió en 1986, basado en supuestas nuevas pistas, pero los resultados fueron infructuosos. Una mujer mayor se acercó a la policía en 1999, argumentando que su ex-patrón afirmó tener conocimientos de los crímenes en 1935; pero sin ningún sospechoso vivo, el aporte de la mujer no llevó a nada.
En 2007 los estudiantes de la Academia Policial (Polizeifachhochschule) en Fürstenfeldbruck asumieron la tarea de investigar el caso con técnicas modernas de investigación criminal. Llegaron a la conclusión de que el crimen es imposible de resolver por completo tras tantos años. Hay una falta de pruebas sustancial debido a las primitivas técnicas de investigación de la época. Además, las evidencias se han perdido y los sospechosos y testigos han muerto desde entonces. Sin embargo, los estudiantes dieron con un principal sospechoso, pero no lo nombraron por respeto a los familiares que aún viven.

## Secuelas
Las seis víctimas fueron enterradas en Waidhofen, donde se erige un monumento en el cementerio. Los cráneos nunca regresaron de Múnich, ya que se perdieron durante el caos de la Segunda Guerra Mundial.
La granja fue demolida al año siguiente de los homicidios, en 1923. Cerca de donde se encontraba la granja, ahora hay un santuario.

## En los medios
Hay dos películas con el nombre Hinterkaifeck: una dirigida por Hans Fegert en 1981, y otra por Kurt K. Hieber en 1991.
Otra película, Hinter Kaifeck, un thriller de 2009, fue dirigida por Esther Gronenborn y producida por Monika Raebel, protagonizada por Benno Fürmann y Alexandra Maria Lara.
En 2006, la escritora alemana Andrea Maria Schenkel escribió una novela titulada Tannöd donde se cuenta la historia de Hinterkaifeck usando diferentes nombres para los lugares y las personas involucradas. También la novela La casa asesinada (La maison assassinée), escrita por el escritor francés Pierre Magnan, está supuestamente inspirada en este caso. En esta novela, la víctima más joven de la matanza sobrevive y regresa a la granja como un adulto para investigar el crimen.
El periodista de Múnich Peter Leuschner escribió dos libros con el título Der Mordfall Hinterkaifeck - Spuren eines mysteriösen Verbrechens, en 1979 y 1997. El segundo libro es una extensión del primero. El título significa "El caso del asesinato Hinterkaifeck. Las huellas de un misterioso crimen". En este libro, Leuschner cita los archivos originales de la policía.
El músico de dark folk Dan Barrett, bajo su seudónimo de Giles Corey, lanzó un EP con el título Hinterkaifeck en febrero de 2013. La tapa del disco muestra una fotografía de la granja.
El año 2018 se trata la leyenda de la granja en el tercer capítulo de la segunda temporada de LORE "Mitos y leyendas". El capítulo se titula "Hinterkaifeck: Fantasmas en el desván".